# Nati nel 1964/Marzo
| Questa pagina contiene informazioni ricavate automaticamente dalle voci biografiche con l'ausilio del template Bio e di un bot. L'aggiornamento è periodico e automatico e ricostruisce completamente la pagina. Se manca una persona in questa lista, sei pregato di non aggiungerla, ma accertati piuttosto che la sua voce biografica contenga il template Bio e che i dati anagrafici siano correttamente compilati. Se il template Bio manca, inseriscilo tu stesso o, in alternativa, metti l'avviso {{tmp\|Bio}} che ne segnala la mancanza. Se i dati riportati sono sbagliati, correggi direttamente la voce biografica; le modifiche saranno visibili in questa lista entro pochi giorni. Per chiarimenti vedi il progetto biografie. La lista contiene solo le 322 persone che sono citate nell'enciclopedia e per le quali è stato implementato correttamente il template Bio. Pagina aggiornata al 10 ago 2025. |

- 1º marzo - Micky Adriaansens, politica olandese
- 1º marzo - Sean Gilder, attore britannico
- 1º marzo - Paul Le Guen, allenatore di calcio, dirigente sportivo e ex calciatore francese
- 1º marzo - Luis Medina Cantalejo, ex arbitro di calcio spagnolo
- 1º marzo - Florencio Randazzo, politico argentino
- 1º marzo - Maurizio Randazzo, ex schermidore italiano
- 1º marzo - Basma bint Sa'ud Al Sa'ud, principessa e imprenditrice saudita
- 2 marzo - Alessandro Benetton, imprenditore italiano
- 2 marzo - Peter Cargill, calciatore e allenatore di calcio giamaicano († 2005)
- 2 marzo - Roberto De Francesco, attore italiano
- 2 marzo - Laird Hamilton, surfista statunitense
- 2 marzo - Jaime Pizarro, politico, allenatore di calcio e ex calciatore cileno
- 2 marzo - Mike Von Erich, wrestler statunitense († 1987)
- 2 marzo - Devon White, ex calciatore inglese
- 2 marzo - Yoo Byung-ok, ex calciatore sudcoreano
- 3 marzo - Raúl Alcalá, ex ciclista su strada messicano
- 3 marzo - Kean Etro, dirigente d'azienda italiano
- 3 marzo - Laura Harring, attrice messicana
- 3 marzo - Jiang Jialiang, ex tennistavolista cinese
- 3 marzo - Ritsuko Kawai, disegnatrice giapponese
- 3 marzo - Francisco Javier López Castro, allenatore di calcio e ex calciatore spagnolo
- 3 marzo - Teddy Newton, regista, sceneggiatore e designer statunitense
- 3 marzo - Kelly Reichardt, regista, sceneggiatrice e montatrice statunitense
- 4 marzo - Paul Bostaph, batterista statunitense
- 4 marzo - Shane Conlan, ex giocatore di football americano statunitense
- 4 marzo - Brian Crowley, politico irlandese
- 4 marzo - Emilia Eberle, ex ginnasta rumena
- 4 marzo - Christian Garnier, ex cestista francese
- 4 marzo - Marcos Górriz, ex tennista spagnolo
- 4 marzo - Fadel Jilal, ex calciatore marocchino
- 4 marzo - Aleksandr Kolotov, pallanuotista sovietico
- 4 marzo - Sujata Massey, scrittrice statunitense
- 4 marzo - Richard Saeger, ex nuotatore statunitense
- 4 marzo - Marco Senise, conduttore televisivo italiano
- 4 marzo - Flavio Vanzella, ex ciclista su strada italiano
- 4 marzo - Paolo Virzì, regista e sceneggiatore italiano
- 5 marzo - Yoshua Bengio, informatico canadese
- 5 marzo - José Bordalás, allenatore di calcio e ex calciatore spagnolo
- 5 marzo - Bertrand Cantat, cantautore e musicista francese
- 5 marzo - Salvatore Caronna, politico italiano
- 5 marzo - Pacifico, cantautore e musicista italiano
- 5 marzo - Tullio De Piccoli, ex cestista italiano
- 5 marzo - David Fiuczynski, compositore e chitarrista statunitense
- 5 marzo - Hajry Redouane, allenatore di calcio e ex calciatore marocchino
- 5 marzo - Scott Skiles, ex cestista e allenatore di pallacanestro statunitense
- 5 marzo - Emílio Sumbelelo, vescovo cattolico angolano
- 5 marzo - Gerald Vanenburg, allenatore di calcio e ex calciatore olandese
- 5 marzo - Reggie Williams, ex cestista e allenatore di pallacanestro statunitense
- 6 marzo - Madonna Wayne Gacy, tastierista statunitense
- 6 marzo - Niklas Henning, ex sciatore alpino svedese
- 6 marzo - Michael Manley, dirigente d'azienda britannico
- 6 marzo - Marco Mathieu, bassista, giornalista e critico musicale italiano († 2021)
- 6 marzo - Mario Perantoni, politico italiano
- 6 marzo - Sandro Rosell, dirigente sportivo spagnolo
- 6 marzo - Giuseppe Stama, ex cestista italiano
- 6 marzo - Pietro Vanessi, disegnatore, illustratore e fumettista italiano († 2025)
- 7 marzo - Giuseppe Accardi, procuratore sportivo e ex calciatore italiano
- 7 marzo - Enio Bonaldi, allenatore di calcio e ex calciatore italiano
- 7 marzo - Bret Easton Ellis, scrittore e sceneggiatore statunitense
- 7 marzo - Denyce Graves, mezzosoprano statunitense
- 7 marzo - Vladimir Smirnov, dirigente sportivo e ex fondista kazako
- 7 marzo - Wanda Sykes, comica, attrice e sceneggiatrice statunitense
- 7 marzo - Luís Carlos Tóffoli, calciatore e allenatore di calcio brasiliano († 2016)
- 8 marzo - Bob Bergen, doppiatore statunitense
- 8 marzo - Chris Browning, attore statunitense
- 8 marzo - Raffaele Gaetano, filosofo e saggista italiano
- 8 marzo - Ian Ironside, ex calciatore inglese
- 8 marzo - Oleg Kalašnikov, ex giocatore di calcio a 5 russo
- 8 marzo - Bogdan Lalić, scacchista croato
- 8 marzo - Dariusz Maciejewski, ex cestista e allenatore di pallacanestro polacco
- 8 marzo - Fabrizio Mastini, ex calciatore italiano
- 8 marzo - Stanislav Moravec, ex calciatore slovacco
- 8 marzo - Patxi Saez Beloki, linguista spagnolo
- 8 marzo - Artan Shkreli, architetto e politico albanese
- 8 marzo - Yasuharu Sorimachi, dirigente sportivo, allenatore di calcio e ex calciatore giapponese
- 8 marzo - Cinzia Zanotti, ex cestista e allenatrice di pallacanestro italiana
- 9 marzo - Francisco Antequera, ex ciclista su strada e dirigente sportivo spagnolo
- 9 marzo - Sabah Benziadi, direttrice artistica, danzatrice e coreografa algerina
- 9 marzo - Juliette Binoche, attrice e ex modella francese
- 9 marzo - Paul Caligiuri, allenatore di calcio e ex calciatore statunitense
- 9 marzo - Alberto Elli, dirigente sportivo e ex ciclista su strada italiano
- 9 marzo - Herbert Fandel, ex arbitro di calcio tedesco
- 9 marzo - Tony Gentile, fotoreporter italiano
- 9 marzo - Niurca Herrera, ex cestista e dirigente sportiva dominicana
- 9 marzo - Phil Housley, allenatore di hockey su ghiaccio e ex hockeista su ghiaccio statunitense
- 9 marzo - Valérie Lemercier, attrice, cantante e regista francese
- 9 marzo - Eric Merk, ex calciatore e ex giocatore di calcio a 5 olandese
- 9 marzo - Ciro Muro, allenatore di calcio e ex calciatore italiano
- 9 marzo - Adriana Peña, politica uruguaiana
- 9 marzo - Gábor Pintér, arcivescovo cattolico ungherese
- 9 marzo - Keith Smith, ex cestista statunitense
- 9 marzo - Sondra Van Ert, ex sciatrice alpina e snowboarder statunitense
- 9 marzo - Pierguido Vanalli, politico italiano
- 9 marzo - Kurt Wimmer, sceneggiatore e regista statunitense
- 10 marzo - Karl Alvarez, bassista statunitense
- 10 marzo - Aurélio Miguel, ex judoka brasiliano
- 10 marzo - Édith Bongo, first lady gabonese († 2009)
- 10 marzo - David Bowman, allenatore di calcio e ex calciatore britannico
- 10 marzo - Neneh Cherry, cantante e rapper svedese
- 10 marzo - Edoardo, duca di Edimburgo, nobile britannico
- 10 marzo - David Faber, giornalista statunitense
- 10 marzo - Osvaldo Guidi, attore, drammaturgo e regista teatrale argentino († 2011)
- 10 marzo - Jim Johannson, hockeista su ghiaccio, dirigente sportivo e allenatore di hockey su ghiaccio statunitense († 2018)
- 10 marzo - Carlo Lepore, basso italiano
- 10 marzo - Hue Menzies, allenatore di calcio e ex calciatore britannico
- 10 marzo - Anton Polster, cantante, allenatore di calcio e ex calciatore austriaco
- 10 marzo - Andrea Schober, attrice tedesca
- 10 marzo - Shaun Teale, allenatore di calcio e ex calciatore inglese
- 11 marzo - Vinnie Paul, batterista statunitense († 2018)
- 11 marzo - Joel Benjamin, scacchista statunitense
- 11 marzo - Peter Berg, attore, regista e sceneggiatore statunitense
- 11 marzo - Libba Bray, scrittrice statunitense
- 11 marzo - Steffen Bringmann, ex velocista tedesco
- 11 marzo - Emma Chambers, attrice britannica († 2018)
- 11 marzo - Winsome Earle-Sears, politica giamaicana
- 11 marzo - Raimo Helminen, allenatore di hockey su ghiaccio e ex hockeista su ghiaccio finlandese
- 11 marzo - Christian Henn, ciclista su strada tedesco
- 11 marzo - Leena Lehtolainen, scrittrice finlandese
- 11 marzo - Paolo Pellegrin, fotografo italiano
- 11 marzo - Shane Richie, attore, comico e cantante britannico
- 12 marzo - Alessandro Boni, ex cestista e dirigente sportivo italiano
- 12 marzo - Dieter Eckstein, ex calciatore tedesco
- 12 marzo - Mike Geier, cantante statunitense
- 12 marzo - Nello Guidotti, ex cestista italiano
- 12 marzo - Francesca Leone, artista e pittrice italiana
- 12 marzo - Beth Madsen, ex sciatrice alpina statunitense
- 12 marzo - Francesco Piccolo, scrittore, sceneggiatore e autore televisivo italiano
- 12 marzo - Natallja Syčova, ex biatleta bielorussa
- 12 marzo - Karl Zinny, produttore discografico e attore italiano
- 13 marzo - Steve Collins, ex saltatore con gli sci canadese
- 13 marzo - Mike Gonzales, atleta e bobbista statunitense
- 13 marzo - Dave Hoppen, ex cestista statunitense
- 13 marzo - Keiko Nobumoto, sceneggiatrice giapponese († 2021)
- 13 marzo - Mario Scardanzan, ex sciatore alpino italiano
- 14 marzo - Dario Bisso, direttore d'orchestra e chitarrista italiano
- 14 marzo - Zora Brziaková, ex cestista cecoslovacca
- 14 marzo - Bryan Clark, ex wrestler statunitense
- 14 marzo - Koji Inada, fumettista giapponese
- 14 marzo - Sergio Liberatore, dirigente sportivo e ex hockeista su ghiaccio italiano
- 14 marzo - Anna Olsson, ex canoista svedese
- 14 marzo - Ana Teresa Oropeza, modella venezuelana
- 14 marzo - Dean Pleasants, chitarrista statunitense
- 14 marzo - Fred Stokes, ex giocatore di football americano statunitense
- 15 marzo - Éric Besnard, sceneggiatore e regista francese
- 15 marzo - Fernando De Napoli, ex calciatore italiano
- 15 marzo - Rockwell, compositore statunitense
- 15 marzo - Massimiliano La Pegna, produttore televisivo e produttore cinematografico italiano
- 15 marzo - Roberto Miggiano, allenatore di calcio e ex calciatore italiano
- 15 marzo - Davide Pinato, allenatore di calcio e ex calciatore italiano
- 15 marzo - Emiliano Ricci, giornalista, divulgatore scientifico e scrittore italiano
- 16 marzo - Joël Corminbœuf, ex calciatore svizzero
- 16 marzo - Sergio Finazzi, ex ciclista su strada italiano
- 16 marzo - Flavia Fortunato, cantante, conduttrice televisiva e conduttrice radiofonica italiana
- 16 marzo - Hans Peter Geerdes, musicista tedesco
- 16 marzo - Mauro Gianetti, dirigente sportivo e ex ciclista su strada svizzero
- 16 marzo - Henry O. Godwinn, ex wrestler statunitense
- 16 marzo - Patty Griffin, cantautrice e musicista statunitense
- 16 marzo - Yvette Herrell, politica statunitense
- 16 marzo - Bruno Leonardi, ex bobbista italiano
- 16 marzo - Pascal Richard, ex ciclista su strada e ciclocrossista svizzero
- 16 marzo - Irmgard Trojer, ex ostacolista e velocista italiana
- 16 marzo - Gore Verbinski, regista e sceneggiatore statunitense
- 16 marzo - Sharlene Wells Hawkes, modella paraguaiana
- 17 marzo - Joseba Agirre, allenatore di calcio e ex calciatore spagnolo
- 17 marzo - Serenella Bianco, ex cestista italiana
- 17 marzo - Stefano Borgonovo, calciatore italiano († 2013)
- 17 marzo - Lee Dixon, ex calciatore inglese
- 17 marzo - Neil Francis, ex rugbista a 15 e giornalista irlandese
- 17 marzo - Pat Fry, ingegnere britannico
- 17 marzo - Rob Lowe, attore statunitense
- 17 marzo - Victor McGuire, attore britannico
- 17 marzo - Francesco Meoni, attore e doppiatore italiano
- 17 marzo - Claus Reitmaier, ex calciatore tedesco
- 17 marzo - Eugenio Sgarbossa, allenatore di calcio e ex calciatore italiano
- 17 marzo - Jacques Songo'o, ex calciatore camerunese
- 17 marzo - Stephan Streker, regista e sceneggiatore belga
- 17 marzo - Ingolf Turban, violinista tedesco
- 17 marzo - Pietro Veneri, direttore d'orchestra italiano
- 18 marzo - Bonnie Blair, ex pattinatrice di velocità su ghiaccio statunitense
- 18 marzo - Seymore Butts, regista, ex attore pornografico e produttore cinematografico statunitense
- 18 marzo - Alex Caffi, pilota automobilistico italiano
- 18 marzo - Alain Della Savia, compositore italiano
- 18 marzo - Paul Elliott, ex calciatore inglese
- 18 marzo - Giuseppe Federico, politico italiano
- 18 marzo - Gabriele Huemer, ex sciatrice alpina austriaca
- 18 marzo - Mika Kanai, doppiatrice e cantante giapponese
- 18 marzo - Massimo Manca, ex giocatore di football americano italiano
- 18 marzo - Courtney Pine, polistrumentista britannico
- 18 marzo - Rozalla, cantante zambiana
- 18 marzo - Sabrina Seminatore, ex nuotatrice italiana
- 18 marzo - Giovanni Sostero, astronomo italiano († 2012)
- 18 marzo - Neimar, giocatore di calcio a 5 brasiliano
- 18 marzo - Gianni Simioli, conduttore radiofonico italiano
- 19 marzo - Mesut Bakkal, allenatore di calcio e ex calciatore turco
- 19 marzo - Jean-Louis Borg, ex cestista, allenatore di pallacanestro e dirigente sportivo francese
- 19 marzo - Sergej Dmitriev, calciatore e allenatore di calcio sovietico († 2022)
- 19 marzo - Filippo Giuffrida Répaci, giornalista italiano
- 19 marzo - Aziz Ibrahim, chitarrista e compositore statunitense
- 19 marzo - Glenn Jeffery, ex giocatore di calcio a 5 australiano
- 19 marzo - Yōko Kanno, musicista giapponese
- 19 marzo - Nicola Larini, ex pilota automobilistico italiano
- 19 marzo - José Mercedes, ex cestista e allenatore di pallacanestro dominicano
- 19 marzo - La Veneno, showgirl e modella spagnola († 2016)
- 19 marzo - Andrea Tornielli, giornalista e scrittore italiano
- 19 marzo - Jake Weber, attore e doppiatore britannico
- 19 marzo - Roy Wegerle, ex calciatore statunitense
- 20 marzo - Natacha Atlas, cantante belga
- 20 marzo - Lisa Lynn Masters, attrice, scrittrice e modella statunitense († 2016)
- 21 marzo - Frank Baltrusch, ex nuotatore tedesco
- 21 marzo - Giuseppe Baturi, arcivescovo cattolico italiano
- 21 marzo - Kaori Ekuni, scrittrice giapponese
- 21 marzo - Ieuan Evans, rugbista a 15 e imprenditore britannico
- 21 marzo - Mikel Garciandía Goñi, vescovo cattolico spagnolo
- 21 marzo - Lars Lunde, ex calciatore danese
- 21 marzo - Ma Yanhong, ex ginnasta cinese
- 21 marzo - Danny Miranda, bassista statunitense
- 21 marzo - Jesper Skibby, ex ciclista su strada danese
- 21 marzo - Corinne Vezzoni, architetta francese
- 22 marzo - Ioana Badea, ex canottiera romena
- 22 marzo - Arnfinn Engerbakk, allenatore di calcio e ex calciatore norvegese
- 22 marzo - Kevin Henderson, ex cestista statunitense
- 22 marzo - Michael Hesemann, storico, giornalista e scrittore tedesco
- 22 marzo - Jean-Luc Martinez, archeologo e storico dell'arte francese
- 23 marzo - Jonathan Ames, scrittore statunitense
- 23 marzo - Hope Davis, attrice statunitense
- 23 marzo - Domenico Di Carlo, allenatore di calcio e ex calciatore italiano
- 23 marzo - Michael Frontzeck, allenatore di calcio e ex calciatore tedesco
- 23 marzo - Lodge Kerrigan, regista e sceneggiatore statunitense
- 23 marzo - Kim Jong-keon, ex calciatore sudcoreano
- 23 marzo - Marta de Souza Sobral, ex cestista brasiliana
- 23 marzo - John Mitchell, ex rugbista a 15 e allenatore di rugby a 15 neozelandese
- 23 marzo - Kyoko Nakajima, scrittrice giapponese
- 23 marzo - John Pinette, attore e comico statunitense († 2014)
- 23 marzo - Neno Terzijski, ex sollevatore bulgaro
- 23 marzo - Óscar de Jesús Vargas, dirigente sportivo e ex ciclista su strada colombiano
- 23 marzo - Mary Zophres, costumista statunitense
- 24 marzo - Maria Luisa Busi, giornalista e conduttrice televisiva italiana
- 24 marzo - Tatsuyoshi Ishihara, ex pattinatore di short track giapponese
- 24 marzo - Bart Kofoed, ex cestista statunitense
- 24 marzo - Matteo Lanza, ex cestista italiano
- 24 marzo - Oreste Rossi, politico italiano
- 24 marzo - Hans Schwaier, ex tennista tedesco
- 24 marzo - Steve Souza, cantante statunitense
- 25 marzo - Raffaella Baracchi, attrice e ex modella italiana
- 25 marzo - Peter Andrew Comensoli, arcivescovo cattolico australiano
- 25 marzo - Silvio Crapolicchio, politico italiano
- 25 marzo - Kate DiCamillo, scrittrice statunitense
- 25 marzo - David Hacker, hockeista su prato inglese
- 25 marzo - LisaGay Hamilton, attrice statunitense
- 25 marzo - Marco Landucci, allenatore di calcio e ex calciatore italiano
- 25 marzo - Luca Lombroso, meteorologo italiano
- 25 marzo - René Meulensteen, allenatore di calcio olandese
- 25 marzo - Buzz Osborne, cantante e chitarrista statunitense
- 25 marzo - Aleksej Prokurorov, fondista russo († 2008)
- 25 marzo - José Pintos Saldanha, ex calciatore uruguaiano
- 25 marzo - Leopoldo Siano, autore televisivo italiano
- 25 marzo - Sonja Stotz, ex sciatrice alpina tedesca
- 25 marzo - Rubén Tanucci, ex calciatore argentino
- 25 marzo - Christine von Grünigen, ex sciatrice alpina svizzera
- 26 marzo - Todd Barry, comico, attore e doppiatore statunitense
- 26 marzo - Andrea Cascioli, fumettista italiano
- 26 marzo - Fabio Di Lorenzo, vigile del fuoco italiano († 2001)
- 26 marzo - Martin Donnelly, ex pilota automobilistico britannico
- 26 marzo - Dan-Ola Eckerman, calciatore finlandese († 1994)
- 26 marzo - Franz Gatscher, fondista, judoka e atleta italiano
- 26 marzo - Cynthia MacGregor, tennista statunitense († 1996)
- 26 marzo - Piergiorgio Morosini, avvocato e magistrato italiano
- 26 marzo - Ilija Najdoski, ex calciatore macedone
- 26 marzo - Ulf Samuelsson, allenatore di hockey su ghiaccio e ex hockeista su ghiaccio svedese
- 27 marzo - Gianbattista Bardelloni, ex ciclista su strada italiano
- 27 marzo - Carolin van Bergen, attrice e doppiatrice tedesca († 1990)
- 27 marzo - Marco Berrini, direttore di coro italiano
- 27 marzo - James Carter Gaudino, ex cestista e allenatore di pallacanestro portoricano
- 27 marzo - Glenn Carter, attore e cantante britannico
- 27 marzo - Kad Merad, attore francese
- 27 marzo - Clive Rowe, attore e cantante inglese
- 27 marzo - Sammy Troughton, allenatore di calcio e ex calciatore nordirlandese
- 28 marzo - Miguel Alcubierre, fisico messicano
- 28 marzo - Enrico Corali, giurista italiano
- 28 marzo - Marty Embry, ex cestista statunitense
- 28 marzo - Karen Lumley, politica britannica († 2023)
- 28 marzo - Marco Onorati, allenatore di calcio e ex calciatore italiano
- 28 marzo - José Antonio Rodríguez, chitarrista e compositore spagnolo
- 28 marzo - Oleksandr Volkov, ex cestista, dirigente sportivo e politico ucraino
- 29 marzo - Angela Articoni, scrittrice italiana († 2021)
- 29 marzo - Dario Binetti, artista e fotografo italiano
- 29 marzo - Catherine Cortez Masto, avvocato e politica statunitense
- 29 marzo - Alberto Di Chiara, allenatore di calcio, procuratore sportivo e ex calciatore italiano
- 29 marzo - Jill Goodacre, attrice e modella statunitense
- 29 marzo - Kim Chong-kon, ex calciatore sudcoreano
- 29 marzo - Elle Macpherson, supermodella, attrice e imprenditrice australiana
- 29 marzo - Giacomo Murelli, allenatore di calcio e ex calciatore italiano
- 29 marzo - Thierry Uvenard, allenatore di calcio e ex calciatore francese
- 29 marzo - Eduardo Villegas, allenatore di calcio e ex calciatore boliviano
- 30 marzo - Abu Anas al-Libi, terrorista libico († 2015)
- 30 marzo - Vlado Božinovski, allenatore di calcio e ex calciatore macedone
- 30 marzo - Anastasio Carrà, politico italiano
- 30 marzo - Tracy Chapman, cantautrice e polistrumentista statunitense
- 30 marzo - Paolo Cimini, ex ciclista su strada italiano
- 30 marzo - Emanuele Dessì, politico italiano
- 30 marzo - Mauro Galvano, ex pugile italiano
- 30 marzo - Thomas Heinze, attore e produttore cinematografico tedesco
- 30 marzo - Chrīstos Koliantrīs, ex calciatore cipriota
- 30 marzo - Pierluigi Mingotti, bassista italiano
- 30 marzo - Christophe Robert, ex calciatore francese
- 30 marzo - Nicolaas Runderkamp, ex calciatore e ex giocatore di calcio a 5 olandese
- 30 marzo - Ian Ziering, attore statunitense
- 31 marzo - Elena Alberti, ex sciatrice alpina italiana
- 31 marzo - Roland Barbay, ex giocatore di football americano statunitense
- 31 marzo - Isabella Ferrari, attrice italiana
- 31 marzo - Nikolaj Iliev, ex calciatore bulgaro
- 31 marzo - Kelly Jones, ex tennista statunitense
- 31 marzo - Rod Jones, ex giocatore di football americano statunitense
- 31 marzo - Monique Knol, ex ciclista su strada olandese
- 31 marzo - Leonardo López Luján, archeologo messicano
- 31 marzo - Luca Pellegrini, ex nuotatore italiano
- 31 marzo - Laurent Pillon, ex ciclista su strada francese
- 31 marzo - Roberta Serradimigni, cestista italiana († 1996)
- 31 marzo - Oleksandr Turčynov, politico ucraino
- 31 marzo - Erik Turner, chitarrista statunitense
- 31 marzo - Jürgen Wegmann, ex calciatore tedesco
- 31 marzo - Dave Wyman, ex giocatore di football americano statunitense